# Dischidia platyphylla
Dischidia platyphylla är en oleanderväxtart som beskrevs av Rudolf Schlechter. Dischidia platyphylla ingår i släktet Dischidia och familjen oleanderväxter. Inga underarter finns listade i Catalogue of Life.